# Seychellen op de Olympische Zomerspelen 1992
De Seychellen namen deel aan de Olympische Zomerspelen 1992 in Barcelona, Spanje. Tot de selectie behoorden elf atleten, actief in vier sporten. De Seychellen wonnen geen olympische medaille in 1992.

## Deelnemers en resultaten
(m) = mannen, (v) = vrouwen 

### Atletiek
| Olympiër        | Discipline             | Resultaat | Prestatie                             |
| --------------- | ---------------------- | --------- | ------------------------------------- |
| Joseph Adam     | 400m (m)               | 51e       | serie 5: 6de in 47,68                 |
| Giovanny Fanny  | 400m horden (m)        | 35e       | serie 7: 6de in 52,63                 |
| Danny Beauchamp | verspringen (m)        | 37e       | kwalificatie groep B: 19de met 7,44m  |
| Paul Nioze      | hink-stap-springen (m) | 22e       | kwalificatie groep B: 13de met 16,32m |
| Danny Beauchamp | hoogspringen (m)       | 33e       | kwalificatie groep B: 16de met 2,10m  |

### Boksen
| Olympiër       | Discipline | Resultaat | Prestatie |
| -------------- | ---------- | --------- | --- |
| Rival Cadeau   | –71kg (m)  | 9e        | 1ste ronde: W van MAR Mesbahi: 5-3 2de ronde: V van USA Márquez: 3-20                                                               |
| Roland Raforme | –81kg (m)  | 5e        | 1ste ronde: W van AUS Temperi: 27-7 2de ronde: W van FRA Aouissi: scheidsrechterlijke beslissing kwartfinale: V van HUN Béres: 3-11 |

### Zeilen
| Olympiër      | Discipline        | Resultaat | Prestatie                                     |
| ------------- | ----------------- | --------- | --------------------------------------------- |
| Danny Adeline | lechner A-390 (m) | 36e       | 352,0 punten: (38-35-35-32-34-38-33-33-39-20) |

### Zwemmen
| Olympiër       | Discipline          | Resultaat | Prestatie                  |
| -------------- | ------------------- | --------- | -------------------------- |
| Ivan Roberts   | 50m vrije slag (m)  | 58e       | serie 2: 2de in 25,44      |
| Kenny Roberts  | 50m vrije slag (m)  | 68e       | serie 2: 7de in 26,78      |
| Ivan Roberts   | 100m vrije slag (m) | 67e       | serie 2: 5de in 56,15      |
| Kenny Roberts  | 100m vrije slag (m) | 72e       | serie 1: 4de in 58,86      |
| Jean-Paul Adam | 200m vrije slag (m) | 54e       | serie 1: 6de in 2.09,99    |
| Jean-Paul Adam | 400m vrije slag (m) | 46e       | serie 1: 6de in 4.40,93    |
| Kenny Roberts  | 100m schoolslag (m) | 58e       | serie 1: 5de in 1.16,52    |
| Kenny Roberts  | 200m schoolslag (m) | DSQ       | serie 1: gediskwalificeerd |
| Jean-Paul Adam | 200m wisselslag (m) | 52e       | serie 1: 6de in 2.35,35    |
| Kenny Roberts  | 200m wisselslag (m) | 51e       | serie 1: 5de in 2.30,35    |
|                |                     |           |                            |
| Elke Talma     | 100m schoolslag (v) | 42e       | serie 1: 5de in 1.29,91    |
| Elke Talma     | 200m schoolslag (v) | 39e       | serie 1: 7de in 3.12,13    |
| Elke Talma     | 200m wisselslag (v) | 43e       | serie 1: 6de in 2.53,41    |